# ヒット大全集
『ヒット大全集』（原題：Four Thousand Seven Hundred and Sixty-Six Seconds – A Short Cut to Teenage Fanclub）は、イギリスのオルタナティヴ・ロック・バンド、ティーンエイジ・ファンクラブのベスト・アルバム。2002年11月13日にエピックレコードジャパンから日本盤CDが発売され、2003年1月には母国イギリスでもリリースされて、同年2月8日付の全英アルバムチャートで初登場47位となった。
。

## 新曲
収録曲のうち「ザ・ワールド・ウィル・ビー・オーケー」、「エンプティ・スペース」、「ディド・アイ・セイ」は2002年に録音された新曲で、これらの曲のレコーディングは、リヴァプールのパー・ストリート・スタジオとウェールズのロックフィールド・スタジオで行われ、バンドとニック・ブラインが共同プロデュースした。イギリスでは2002年、「ディド・アイ・セイ」のアナログ盤シングルがリリースされている。

## 収録曲
1. ザ・コンセプト - "The Concept" (Norman Blake) - 5:34
  - アルバム『バンドワゴネスク』（1991年）より。全英シングルチャート51位[8]。
2. エイント・ザット・イナフ - "Ain't That Enough" (Gerard Love) - 3:43
  - アルバム『ソングス・フロム・ノーザン・ブリテン』（1997年）より。全英17位[8]。
3. ザ・ワールド・ウィル・ビー・オーケー - "The World'll Be Ok" (Raymond McGinley) - 4:26
  - 新曲。
4. エヴリシング・フロウズ - "Everything Flows" (Blake) - 5:16
  - アルバム『カソリック・エデュケイション』（1990年）より。本作にはバンドとニック・ブラインによるリミックス・ヴァージョンを収録[6]。
5. スター・サイン - "Star Sign" (Love) - 3:53
  - アルバム『バンドワゴネスク』より。全英44位[8]。本作には短く編集されたヴァージョンを収録[9]。
6. メロウ・ダウト - "Mellow Doubt" (Blake) - 2:42
  - アルバム『グランプリ』（1995年）より。全英34位[8]。
7. アイ・ニード・ディレクション - "I Need Direction" (Love) - 4:11
  - アルバム『ハウディ!』（2000年）より。全英48位[8]。
8. アバウト・ユー - "About You" (McGinley) - 2:41
  - アルバム『グランプリ』より。
9. ホワット・ユー・ドゥ・トゥ・ミー - "What You Do to Me" (Blake) - 1:58
  - アルバム『バンドワゴネスク』より。全英31位[8]。
10. エンプティ・スペース - "Empty Space" (Love) - 4:32
  - 新曲。
11. スパーキーズ・ドリーム - "Sparky's Dream" (Love) - 3:15
  - アルバム『グランプリ』より。全英40位[8]。
12. アイ・ドント・ウォント・コントロール・オブ・ユー - "I Don't Want Control of You" (Blake) - 3:06
  - アルバム『ソングス・フロム・ノーザン・ブリテン』より。全英43位[8]。
13. ハング・オン - "Hang On" (Love) - 5:04
  - アルバム『サーティーン』（1993年）より。
14. ディド・アイ・セイ - "Did I Say" (Blake) - 2:25
  - 新曲。
15. ドント・ルック・バック - "Don't Look Back" (Love) - 3:41
  - アルバム『グランプリ』より。
16. ユア・ラヴ・イズ・ザ・プレイス・ホェア・アイ・カム・フロム - "Your Love Is the Place Where I Come From" (McGinley) - 3:28
  - アルバム『ソングス・フロム・ノーザン・ブリテン』より。
17. ニール・ユング - "Neil Jung" (Blake) - 4:47
  - アルバム『グランプリ』より。全英62位[8]。
18. レディオ - "Radio" (Love) - 2:55
  - アルバム『サーティーン』より。全英31位[8]。
19. ダム・ダム・ダム - "Dumb Dumb Dumb" (Blake) - 3:18
  - アルバム『ハウディ!』より。
20. プラネッツ - "Planets" (Blake, Francis MacDonald) - 2:51
  - アルバム『ソングス・フロム・ノーザン・ブリテン』より。
21. マイ・アップタイト・ライフ - "My Uptight Life" (McGinley) - 5:26
  - アルバム『ハウディ!』より。本作には短く編集されたヴァージョンを収録[9]。